# Печінковий торт
Печінковий торт — солоний торт з прошарками, який зустрічається в кухнях України, Росії та Угорщини. Для приготування часто використовують курячу печінку, щоб пиріг був легким і ніжним на смак, хоча яловича або свиняча печінка також є чудовими варіантами. Печінка змішується в тісто для торта, але не подається як начинка для торта. Як додаток, плавлений сир або майонез намазують між шарами печінки. Начинки можуть включати моркву, терті яйця, зелень або цибулю. 
Торт можна подавати під час різноманітних сімейних урочистостей, у тому числі на дні народження чи свята, такі як Масниця, східнослов'янське свято в кінці зими. 